# Код «Чорна канарка»
Код «Чорна канарка» (англ. Canary Black) — шпигунський бойовик-трилер, режисером якої став П'єр Морель. Головну роль виконала Кейт Бекінсейл, яка зіграла агента ЦРУ. Зйомки фільму відбувалися в Любляні (Словенія), Загребі та Ровінь  (Хорватія).

## Сюжет
Досвідчена агентка ЦРУ Евері Грейвс (Кейт Бекінсейл) опиняється в ситуації, коли мусить обирати між безпекою коханого чоловіка та захистом інтересів держави. Її чоловіка викрадають терористи. У обмін на його життя вони вимагають від Евері надати їм доступ до таємної інформації. Для жінки немає нічого ціннішого, аніж життя та безпека її коханого. Однак вона розуміє, що погодившись на умови викрадачів вона поставить під загрозу усю свою країну.

## У ролях
| Актор          | Роль             |
| -------------- | ---------------- |
| Кейт Бекінсейл | Евері Грейвс     |
| Руперт Френд   | Девід Брукс      |
| Рей Стівенсон  | Начальник ЦРУ    |
| Сафрон Берроуз | Елізабет Міллс   |
| Бен Майлз      | ДЦРУ Натан Еванс |
| Горан Костич   | Конрад Брезнов   |
| Майкл Брендон  | Президент США    |

## Виробництво
Код «Чорна канарка» був вперше анонсований на Каннському кіноринку 2022 року як шпигунський трилер режисера П’єра Мореля за сценарієм Метью Кеннеді з Кейт Бекінсейл у головній ролі. Перші візуальні матеріали фільму були оприлюднені кінокомпанією Anton на Американському кіноринку пізніше того ж року.
Зйомки розпочалися в Хорватії в жовтні 2022 року і тривали до січня 2023 року. Зйомки відбувалися у Загребі, зокрема і на стадіоні Максимир. Зйомки, що імітували Токіо, проходили в місті Ровінь.

## Реліз
У серпні 2024 року Amazon повідомила, що прем'єра фільму «Код «Чорна канарка»» на платформі Prime Video відбудеться 24 жовтня 2024 року.
В українському прокаті фільм вийшов 17 жовтня 2024 року.